# Rhynchochondria longa
Rhynchochondria longa – gatunek widłonoga z rodziny Chondracanthidae; jedyny przedstawiciel rodzaju Rhynchochondria. Gatunek i rodzaj opisał w 1967 roku zoolog Ju-shey Ho z Uniwersytetu Bostońskiego. Skorupiaki te są pasożytami ryby skorpenokształtnej Peristedion brevirostre. Okazy typowe pozyskano z komór skrzelowych ryb złowionych w Cieśninie Florydzkiej na głębokości 366–450 m.